# Josa andesiana
Josa andesiana là một loài nhện trong họ Anyphaenidae.
Loài này thuộc chi Josa. Josa andesiana được Lucien Berland miêu tả năm 1913.